# Iglesia de Santiago Apóstol (Plaridel)
La Iglesia de Santiago Apóstol, también conocida como Iglesia de Plaridel o Iglesia de Quingua (por el nombre antiguo de la localidad), es una iglesia católica de Plaridel (Bulacán), Filipinas, dedicada a la advocación del Santiago Matamoros (Santiago el Mayor en su representación como caballero luchador).
El edificio barroco, objeto de varias destrucciones y reconstrucciones a lo largo de los siglos, es una notable representación de la arquitectura colonial española tardía en las islas, muestra de la pervivencia del legado hispánico a través en la edificación religiosa. Fue declarado monumento de interés nacional por la Comisión Histórica Nacional de Filipinas en 1961.

## Historia
La iglesia de Santiago Apóstol se fundó originalmente en 1581 por el fraile agustino Mateo Mendoza, administrador del convento de la catedral de Malolos, como parte de la evangelización de la encomienda de Quingua. La capilla de la misión pronto se trasladaría a su ubicación actual, al otro lado del río Angat, debido a las frecuentes inundaciones que asolaban la zona de ubicación anterior. Durante dos décadas, el edificio seguía siendo una visita de la catedral de Malolos, hasta que el 27 de septiembre de 1602, el prior manchego de la parroquia Roque de Barrionuevo elevase la comuna al estatus no oficial de parroquia de facto, esencialmente por la gran distancia entre ambos lugares, que provocaba que los frailes que se trasladaban entre ellos para ejercer sus funciones quedaran físicamente agotados. Es cuando comienza la construcción de la iglesia actual.
El 30 de abril de 1605, Quingua se constituyó oficialmente como parroquia agustina bajo la advocación de Santiago Matamoros, con fray Diego Pardo como su primer párroco. La sede parroquial se constituía en la nueva iglesia, cuya construcción había comenzado ya en 1602 y que tardaría 15 años en terminarse. Las piedras de adobe usadas en la estructura procedían de Mecabayan, al norte de Manila, mientras que los ladrillos de tono pardusco se fabricaron en el barangay de Santa Inés. Aunque en 1612 Quingua ya contaba con unos 1800 feligreses y un convento propio, lo cierto es que la parroquia era bastante pobre en comparación con otras parroquias de Bulacán, tanto que estaba exenta del pago de impuestos a la Provincia Agustina de Filipinas con sede en la iglesia de San Agustín, en Intramuros, Manila; una condición que perduraría hasta la destrucción del edificio en 1705 tras ser arrasado por un incendio provocado por un rayo.
Solo en 1722, la reconstruida iglesia volvería a abrir sus puertas bajo el auspicio de fray Tomás Quijano, aunque exactamente un medio siglo después, en 1772, volvería a ser arrasada por las llamas y vuelta a reconstruirse ese mismo año. Durante la ocupación británica de Manila (1762-1764), algunos de los tesoros y documentos más importantes de la iglesia de San Agustín en Intramuros fueron trasladados a la iglesia de Plaridel, y devueltos en los años siguientes. La cadena de infortunios, sin embargo, aún no había alcanzado su fin, ya que en 1863, el edificio resultó dañado en el terremoto de Manila de ese año, y, de nuevo, fue rápidamente reparado (también el mismo año).
En 1899, durante la guerra filipino-estadounidense, la iglesia sirvió brevemente como hospital militar y cuartel de las tropas estadounidenses.

### Sede vicaria
El 11 de marzo de 1962 se estableció la diócesis de Malolos, tras lo cual la administración y propiedad de la iglesia y del convento pasaron de la arquidiócesis de Manila —su administradora durante más de dos siglos— a la jurisdicción de la nueva diócesis, ahora centro de una de las nueve vicarías originales de Malolos con el nombre de vicaría de Plaridel o de Santiago Apóstol, que comprende las parroquias de Calumpit, Balagtas, Guiguinto, Balíuag, Pulilan y Plaridel.

## Arquitectura
La actual iglesia de piedra y ladrillo es un ejemplo algo peculiar de una mezcla de la arquitectura barroca española (en el llamado «estilo granero») y una ornamentación islámica. El primer nivel de la fachada consta de la puerta principal en forma de arco trilobulado (típico de la arquitectura islámica) flanqueada por dos hornacinas con figuras de santos en su interior. El segundo nivel, con sus tres ventanas, presenta una sencilla decoración de cuatro columnas geminadas.Por encima, el ancho frontón en forma de arco apuntado (que se asemeja a un minarete) está ricamente ornamentado con figuras talladas de querubines, santos y otros adornos que rodean el óculo (o rosetón). En la punta del frontón hay una talla del Sagrado Corazón de Jesús, símbolo de la Orden Agustiniana.
Adosado a la izquierda de la fachada (en su lado norte) se encuentra la torre campanario de cinco plantas, de base cuadrilátera y niveles superiores octogonales, rematado por una cúpula cónica. El amplio campanario alberga cinco campanas, la mayor de las cuales está dedicada a la Virgen de Consolación.
También perteneciente a la iglesia es la capilla octogonal que se encuentra cerca, conocida localmente como Capilla Simborio. Se cree que fue construida en el siglo XIX, y pudo haber funcionado como capilla mortuoria, por su ubicación a pocos metros del cementerio católico del distrito. La capilla presenta ventanas de arco apuntado y hornacinas de arco de medio punto en su base.

## Galería de imágenes
| - Exterior | ; | - Techos |
|            |   |          |
| - Interior |   |          |